# Кобеля (Свентокшиське воєводство)
Кобеля (пол. Kobiela) — село в Польщі, у гміні Опатовець Казімерського повіту Свентокшиського воєводства.
Населення — 108 осіб (2011).
У 1975-1998 роках село належало до Келецького воєводства.

## Демографія
Демографічна структура на день 31 березня 2011 року:
|          | Загалом | Допрацездатний вік | Працездатний вік | Постпрацездатний вік |
| -------- | ------- | ------------------ | ---------------- | -------------------- |
| Чоловіки | 53      | 8                  | 34               | 11                   |
| Жінки    | 55      | 4                  | 32               | 19                   |
| Разом    | 108     | 12                 | 66               | 30                   |